# Dmitrij Łarionow
Dmitrij Olegowicz Łarionow, ros. Дмитрий Олегович Ларионов (ur. 22 grudnia 1985) – rosyjski kajakarz górski, brązowy medalista olimpijski.
Zdobywca brązowego medalu w igrzyskach olimpijskich w Pekinie w 2008 roku w parze z Michaiłem Kuzniecowem w slalomie C-2.